# Арльберг
Гірський масив Арльберг (нім. Arlberg) лежить на межі земель Тіроль та Форарльберг у верхній течії річки Роза на заході  Австрії. Ці гори вважаються одними з найрізноманітніших за своїми природно-кліматичними умовами. Тут можна побачити кам'яні пустки гір Валлуга і Паттеріоль, альпійські луки гір Лехталь і Розанна, низку найчистіших озер біля підніжжя льодовика Зульцфернер і чудові лижні курорти. При цьому снігу тут випадає більше, ніж в інших областях Тіролю, а відносно невисокі гори надають хороші умови для новачків. Лижний сезон тут дещо коротший, ніж на сході, втім і починається він на тиждень-півтора раніше.

## Гірськолижний туризм
Першим курортним містечком на шляху з Інсбрука є Санкт-Антон-ам-Арльберг, що лежить в долині біля північних схилів гір Гампберг (2401 м) і Цвельферкопф (2556 м) біля входу в знаменитий тунель Арльберг. Селище Санкт-Крістоф лежить в горлі ущелини за 5 км на захід від Санкт-Антона, відразу за поворотом головного шосе до перевалу Арльбергпас (1793 м). Зараз він є, скоріше, однією із станцій великої лижної області Санкт-Антон.
Район Арльберг об'єднує чудові гірськолижні курорти Санкт-Антон-ам-Арльберг (нім. Sankt Anton am Arlberg), Санкт-Крістоф-ам-Арльберг (нім. Sankt Christoph am Arlberg), Санкт-Якоб-ам-Арльберг (нім. Sankt Jakob am Arlberg), Петтной-ам-Арльберг (нім. Pettneu am Arlberg), Шнанн (нім. Schnann), Флірш (Flirsch) і Штренген (нім. Strengen). В основному вони всі пов'язані непоганими дорогами, але до деяких високогірних селищ можна дістатися тільки за допомогою підйомників.
Курорти об'єднані загальним лижним абонементом, що охоплює дві великі області, пов'язані підйомниками: Санкт-Антон — Санкт-Крістоф і Цюрс — Лех — Оберлех.

## Туризм влітку
Улітку в Арльберзі можна замовити пішохідні тури і пройти Стежкою рудокопів або Штубайською високогірною стежкою. Мальовничі печери і маса цікавих музеїв — від сиру до молока — чекають туристів у Ціллерталі, а Пітцталь може похвалитися найвищою точкою Тіролю. У Обересінтілі купа церков, замків і каплиць; Кіцбюель і Кірхберг — це ті ж церкви і каплиці, плюс монастир і три примітних замки.